# 龙子湖区
龙子湖区是中國安徽省蚌埠市下辖的一个区。地處蚌埠市東部，北以淮河航道中心線與淮上區、五河縣濱連，東部和南部與鳳陽縣交壤，西部與蚌山區毗鄰，区域總面積为160平方公里。区人民政府驻解放路。
龍子湖區，因龍子湖坐落境內而得名。2004年将蚌埠市东市区改为龙子湖区。龙子湖区辖原东市区的东风、治淮、东升、解放和曹山5个街道；原中市区的延安街道；原郊区的李楼乡、长淮卫镇，雪华乡的曹彭、仇岗、孙郢、山南4个村。蚌埠火车站，长途汽车站，安徽财经大学、蚌埠医学院等均位于龙子湖区。

## 行政区划
龙子湖区下辖6个街道办事处、1个镇、1个乡：
东风街道、延安街道、治淮街道、东升街道、解放街道、曹山街道、长淮卫镇和李楼乡。

## 人口
根據第七次人口普查數據，截至2020年11月1日零時，龍子湖區常住人口為216875人。